# Francisco Lui

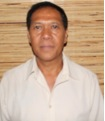
Francisco Lui

Francisco Lui (* 6. Oktober 1964 in Hato-Udo, Portugiesisch-Timor), chinesischer Name Akui Leong (Aqui Leong, Akuileong), Kampfnamen: Kafal, Tufatara, Leão, Rai-Dalai, ist ein osttimoresischer Geschäftsmann und ehemaliger Unabhängigkeitsaktivist.

## Werdegang
Lui wurde in Hato-Udo geboren, wuchs aber weiter östlich in Same auf. Als er 14 Jahre alt war, erreichten die indonesischen Invasoren die Stadt. Sein Vater und sein älterer Bruder flohen nach Viqueque, während Lui mit dem jüngeren Bruder und der Mutter in der Widerstandsbasis in den Bergen von Cabalaki Schutz suchten. Nach etwa sieben bis acht Monaten wurde die Basis von den Indonesiern erobert und die Bewohner nach Same gebracht. Als junger Mann schloss sich Lui den osttimoresischen Nationalisten an und begann für den Widerstand gegen die Besatzer zu arbeiten.
Ab 1986 oder 1987 versorgte Lui die Rebellen mit Nahrungsmitteln und Munition. Ab Juni 1992 wurde Lui der Fahrer von Xanana Gusmão, dem Kommandeur der FALINTIL, des bewaffneten Arms des Widerstands. Immer wieder brachte Lui Gusmão von dessen Versteck am Cabalaki in die Hauptstadt Dili und zurück. Im November 1992 wurden beide in Dili von den Indonesiern gefangen genommen. Lui brachte man in das Verhörzentrum des Satuan Gabungan Intelijen (SGI), dem Geheimdienst der Kopassus, wo er über mehrere Wochen immer wieder gefoltert wurde. Lui erlitt von der sogenannten „Stuhl-Folter“ bleibende Schäden. Im September 1993 kam Lui wieder frei. 1999 zogen die Indonesier aus Osttimor ab.
2005 verklagte Generalstaatsanwalt Longuinhos Monteiro Lui auf eine Schadenssumme von 50.000 US-Dollar, wegen Diffamierung, nachdem in der osttimoresischen Zeitung Diário Tempo ein Artikel erschienen war, mit dem Titel „Three Prosecutors Engage in Corruption, Money US$8,600“. Lui warf darin Monteiro und zwei anderen Staatsanwälten vor, nicht der vorhergehenden Entscheidung eines Untersuchungsrichters und des Finanzministers gefolgt zu sein, Gelder an Lui auszuzahlen. Die Staatsanwälte hatten Lui 2004 gezwungen ihnen 279.000.800 indonesische Rupien auszuhändigen. Lui zeigte mit seinem Anwalt den Vorfall bei der Untersuchungsabteilung der Polizei an. Die Unterlagen zur Anzeige verschwanden später. Lui reichte daher am 23. August 2005 Zivilklage ein. Zwei Tage später erschien der Zeitungsartikel.
Das Distriktsgericht Dili entschied 2009 aber zugunsten Luis, dass es sich bei dem Artikel nicht um eine Diffamierung gehandelt habe. Monteiro musste die Gerichtskosten in Höhe von zehn Prozent des Streitswerts, also 5.000 US-Dollar, übernehmen. Kurz darauf gab er sein Amt als Generalstaatsanwalt ab und wurde Polizeichef des Landes, was zu Kritik führte.
2015 eröffnete Lui in Same das Hotel Dorovinda, benannt nach seinen Töchtern Dorotea und Benvinda.
Am 28. November 2016 wurde Salsinha für seine Beteiligung am Unabhängigkeitskampf mit der Medal des Ordem de Timor-Leste ausgezeichnet.